# Società Calcio Frattese 1983-1984
Questa voce raccoglie le informazioni riguardanti la Società Calcio Frattese nelle competizioni ufficiali della stagione 1983-1984.

## Rosa
| N. |                   | Ruolo | Calciatore           |
| -- | ----------------- | ----- | -------------------- |
|    | Italia (bandiera) |       | Amoroso              |
|    | Italia (bandiera) | A     | Raffaele Angelino    |
|    | Italia (bandiera) | D     | Renato Aversano      |
|    | Italia (bandiera) | C     | Giovanni Cavaliere   |
|    | Italia (bandiera) | P     | Raffaele Ceriello    |
|    | Italia (bandiera) | A     | Eduardo Chiacchio    |
|    | Italia (bandiera) | D     | Francesco Ciccarelli |
|    | Italia (bandiera) | C     | Gabriele Consorti    |
|    | Italia (bandiera) | C     | Luciano D'Agostino   |
|    | Italia (bandiera) | P     | Giovanni Fusco       |
|    | Italia (bandiera) | C     | Giovanni Improta     |
|    | Italia (bandiera) | C     | Antonio Iodice       |
|    | Italia (bandiera) | C     | Giuseppe Margarita   |

| N. |                   | Ruolo | Calciatore         |
| -- | ----------------- | ----- | ------------------ |
|    | Italia (bandiera) |       | Marrazzo           |
|    | Italia (bandiera) | D     | Luigi Massa        |
|    | Italia (bandiera) |       | Palermo            |
|    | Italia (bandiera) | D     | Camillo Palma      |
|    | Italia (bandiera) | D     | Vincenzo Pepe      |
|    | Italia (bandiera) | A     | Sossio Perfetto    |
|    | Italia (bandiera) | A     | Franco Perilli     |
|    | Italia (bandiera) | D     | Salvatore Perrelli |
|    | Italia (bandiera) | C     | Paolo Santini      |
|    | Italia (bandiera) | C     | Giuseppe Troise    |
|    | Italia (bandiera) |       | Veccia             |
|    | Italia (bandiera) | C     | Massimo Vitalone   |
|    | Italia (bandiera) | A     | Bruno Zanolla      |